# Julio Romero de Torres
Julio Romero de Torres (Cordova, 9 novembre 1874 – Cordova, 10 maggio 1930) è stato un pittore spagnolo, figlio di Rafael Romero Barros, pittore e curatore del Museo di belle arti di Cordova.

## Biografia

### Gioventù
Julio Romero de Torres nacque all'interno del Museo di belle arti di Cordova, dove il padre lavorava e risiedeva.
Il più giovane di tre fratelli con il padre anch'esso pittore e ricercatore, conosciuto per la fondazione del museo Cordova.
«Figlio di un pittore, fratello di pittori, è nato Julio Romero. Su uno scenario ideale di Rosales con fontane, statue, dipinti. Ambiente di buon auspicio per l'artista che balbetta. Il padre, direttore della Scuola delle Belle Arti, è il suo insegnante. Il bambino sta crescendo e imparando. E allo stesso tempo che il suo corpo cresce, cresce anche la sua vocazione.»

### I successi

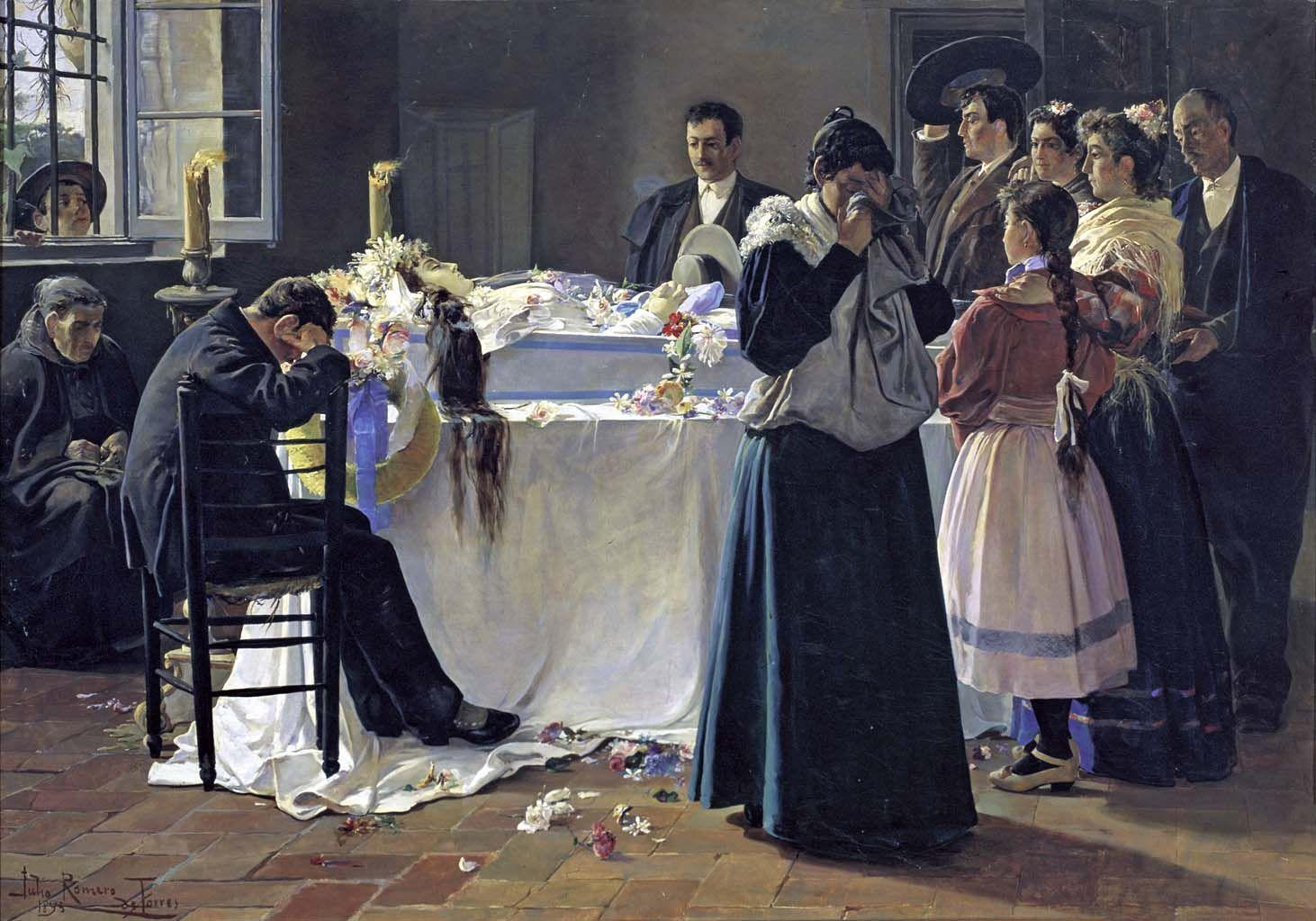
¡Mira qué bonita era! di Julio Romero de Torres

Julio fu sempre spronato dal padre nei confronti artistici e cominciò con l'influenza di esso nei suoi primi stili di pittura, partendo dal Romantico al Realismo fino a all'Impressionismo.
Ottenne il primo premio a soli 14 anni, ma nel 1895 ebbe il suo primo vero successo con la tela ¡Mira qué bonita era! (Guarda com'era bella!), opera che trionfò a Madrid.
Nel 1900 illustrò un testo di uno scrittore. Nello stesso anno incontrò Amalia Ferdinández che diventò modello per la Musa gitana. Dipinse anche il ritratto della marchesa di Vienna.
Nel 1899 sposò Francisca Pellicer; dal matrimonio nacquero i figli Rafael, Amalia e Maria.
Nel 1902 divenne professore d'arte e colori alla scuola superiore delle Belle Arti di Cordova.
Nel 1903 l'artista cominciò a viaggiare insieme al fratello Enrique attraverso il Marocco; qui dipinse varie opere a tema africano.
L'anno successivo allungò il viaggio per la Francia e l'Olanda per poi tornare a Madrid dalla famiglia.
Frequentò il Cafè del Levante assieme a Ramón María del Valle-Inclán. Prese parte ad alcune sessioni all'accademia di poesia modernista, incontrò Pío Baroja, Alejandro Sawa e Emilio Carrere. Nello stesso anno realizzò cinque grandi murales dedicati alle arti e alle lettere. 
Il suo metodo di pittura venne molto influenzato da scrittori modernisti come Manuel Machado.

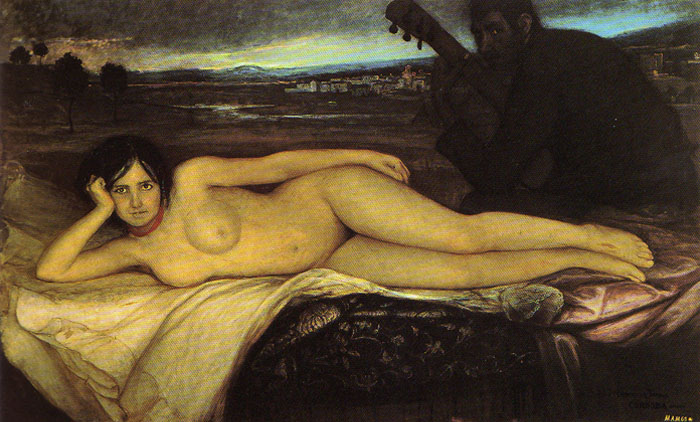
La musa gitana, 1907, Julio Romero de Torres

De Torres partecipò all'esposizione nazionale delle Belle Arti nel 1906, ma l'opera Vivrados de amor (Vissuto con amore) fu respinta perché ritenuta immorale, due anni dopo l'opera venne esposta a Londra ottenendo grande successo.
Nel 1907 prese parte alla mostra organizzata dal Circolo delle Belle Arti, grazie alla quale due opere vennero acquistate da una marchesa, creandogli un certo nome nell'alta società.
Nel 1907 mise a punto la sua Musa gitana. L'opera fu esposta all'esposizione nazionale d'arte per due anni consecutivi, ottenendo la medaglia d'oro nel secondo anno, alla fine venne acquistato dallo stato per esibirlo nel museo di arte moderna del paese.

### Il cambiamento di stile

Retablo del amor di Julio Romero de Torres

Negli anni successivi dopo alcuni viaggi in Italia e Francia studiando i quadri rinascimentali, cambia radicalmente il suo stile, lasciando opere di preoccupazione sociale entrando in uno stadio più moderno, nel quale la donna diventa nelle sue opere un'eroina.
Alfonso X commissionò un'opera per l'artista portando il nome di questo nell'alta società.
De Torres realizzò numerosi manifesti pubblicitari per aziende e fiere sin dal 1896.
Nel 1911, a Barcellona, presenta sei tavole di diverse misure raffiguranti due nudi femminili e altre due donne, divisi in donne virtuose ai lati e peccatrici al centro; sullo sfondo mise la città di Torres.
Nello stesso anno creò ritratti di Belmonte e di Pastora Imperio, ed anche un suo autoritratto. Viaggia a Monaco di Baviera, Buenos Aires e Gand.

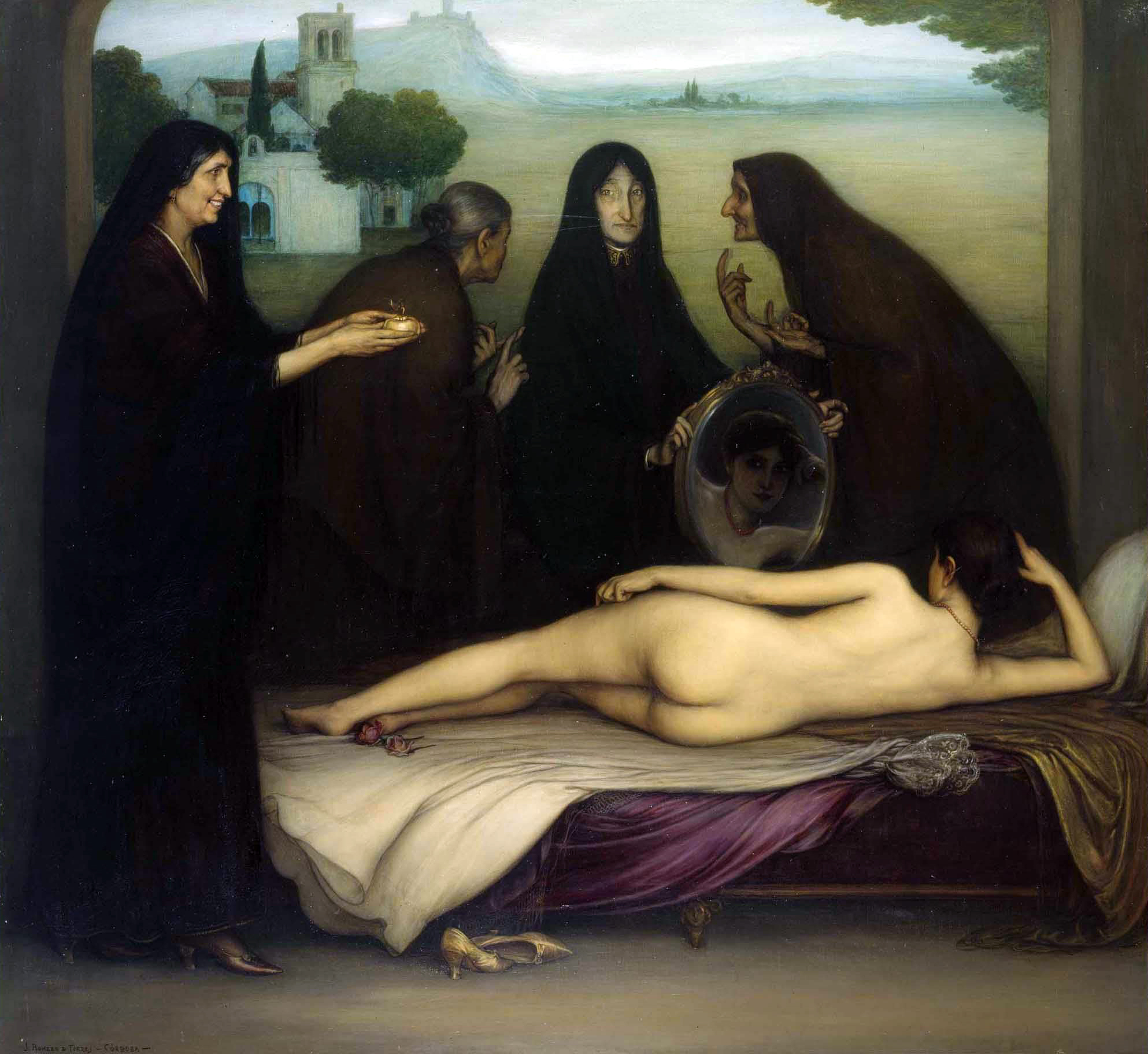
Il peccato di Julio Romero de Torres

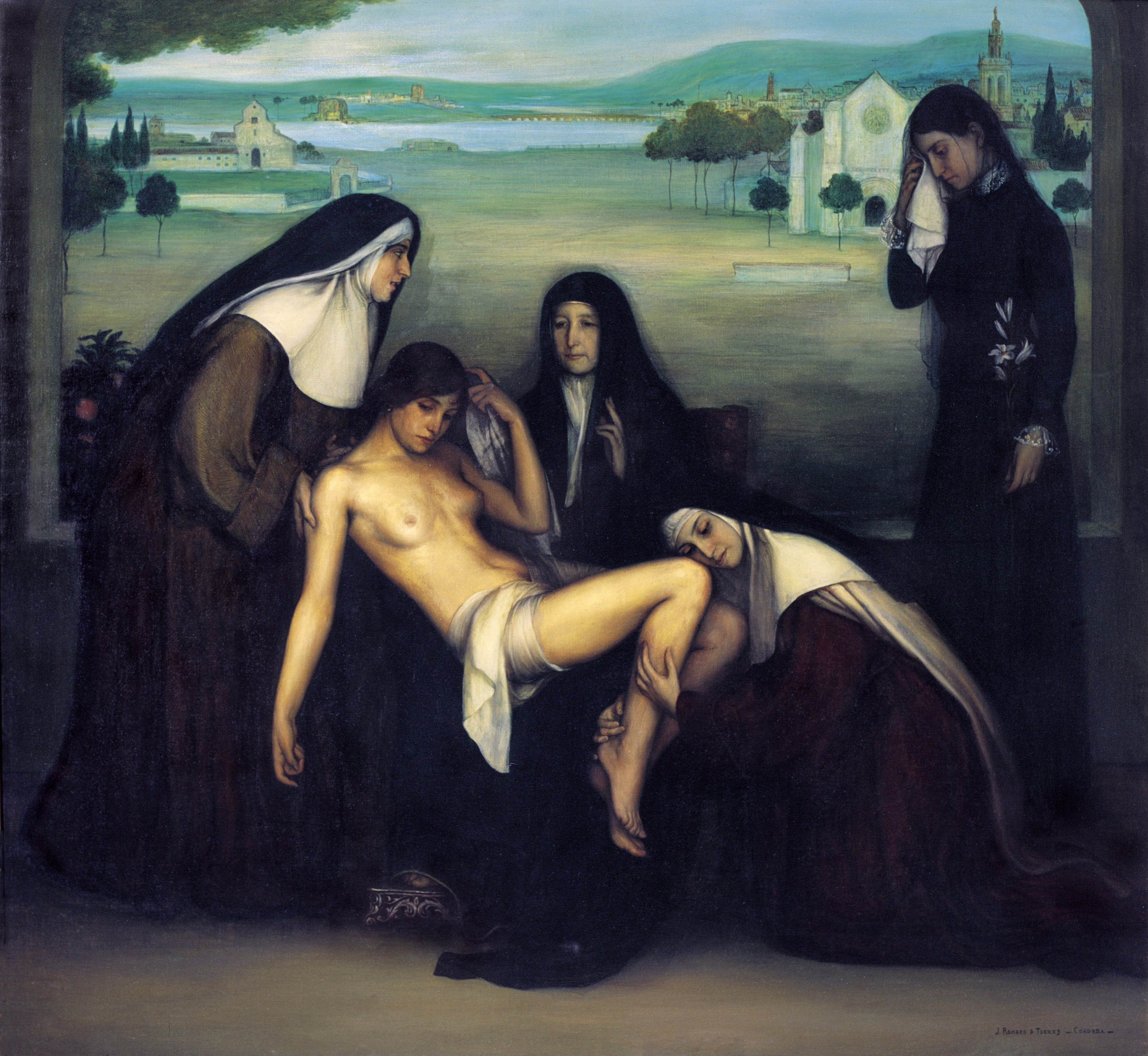
La grazia di Julio Romero de Torres

Nel 1915 dipinse La grazia, controparte di un suo quadro del 1913, Il peccato.

### La fase della maturità
Nel 1915 Torres si trasferì a Madrid, dove espose in una sezione speciale 15 opere alla nazionale esibizione delle arti. Una delle sue opere venne acquistata da Juan Belmonte, un torero spagnolo di fama.
Dal 1916 fino al 1930 fu professore di disegno e abbigliamento antico nella scuola speciale di scrittura e scultura situata nello stesso edificio della reale accademia di San Fernando.
Dipinse le più importanti famiglie spagnole. Questo gli portò un discreto successo nella regione; la famiglia Basabé si fece ritrarre anche nello studio privato.
Nel 1924 dipinse il ritratto dell'artista Conchita Triana.
Nello stesso anno l'artista mise da parte il suo stile di pittura classico e cominciò la ricerca di un ritratto più spirituale.
Nel 1929, all'esposizione di Siviglia, presentò La ragazza pioniera, opera che riflette l'ideologia di musa che Torres amò nella sua vita. Presentò anche Notturno, La colpa e Limoni, quadri simbolo dell'artista.
Verso il 1928, cominciò a peggiorare di salute e l'affaticamento ridusse i suoi ritmi di lavoro.

### Morte
Julio Romero de Torres morì a Cordova, sua città natale, il 10 maggio del 1930. 
L'atto si verificò proprio nel museo delle Belle Arti in cui era nato. La città indisse un giorno di lutto cittadino per dare un ultimo addio all'artista e professore. Fu sepolto nel cimitero di San Rafael.

## Opere scelte
- Bendición Sánchez
- I due sentieri
- Il peccato
- Il poema di Cordova
- La Buenaventura
- La contessa di Casa Rojas
- La Fuensanta
- La grazia
- La chiquita piconera
- La saeta
- Machaquito como apoteosis del toreo cordobés
- Un patio andaluso
- Venerdì Santo
- Venere di poesia